# Claude Sureau
Pour les articles homonymes, voir Sureau (homonymie).
 (décembre 2017).
Si vous disposez d'ouvrages ou d'articles de référence ou si vous connaissez des sites web de qualité traitant du thème abordé ici, merci de compléter l'article en donnant les références utiles à sa vérifiabilité et en les liant à la section « Notes et références ».
Claude Sureau, né à Paris le 27 septembre 1927 et mort dans la même ville le 24 octobre 2020,, est un médecin français, ancien président de l'Académie nationale de médecine.

## Biographie

### Carrière
Claude Sureau a notamment été président de la Société française de médecine périnatale (1975-1977), président de la Fédération internationale de gynécologie obstétrique (1982-1985), président du Comité permanent pour l’étude des aspects éthiques de la reproduction humaine de la FIGO (1982-1985), président de la Fédération des gynécologues obstétriciens de langue française (1986-1988), président de l’Association européenne de gynécologie obstétrique (1988-1991), membre de la Commission nationale de médecine et biologie de la reproduction et du diagnostic prénatal (1995-2002), membre du Haut Conseil de la population et de la famille (1996-2003).
Membre de l’Académie nationale de médecine (1978) et président honoraire de celle-ci (2000), membre de l’Académie de chirurgie (1987), du Comité consultatif national d’éthique (2005), il est également vice-président de l’Observatoire du principe de précaution (2007) et, depuis 2009, membre du conseil d'orientation de l'Institut Diderot, le fonds de dotation pour le développement de l'économie sociale de Covéa.

### Famille
Il est le père de trois enfants dont l'écrivain membre de l'Académie française et avocat François Sureau et l'éditrice et écrivaine Véronique Sales.

## Distinctions

### Décorations
- Grand officier de la Légion d'honneur Il est promu au grade d'officier le 19 juin 1989, puis commandeur le 11 juillet 2003[3], avant d'être élevé à la dignité de grand officier le 13 juillet 2018[4],[5]
- Commandeur de l'ordre national du Mérite Il est directement promu au grade de commandeur pour récompenser ses 46 ans de services civils et militaires par décret du 13 mai 1996[6].

### Honneurs
- Membre d’honneur du Royal College of Obstetricians and Gynaecologists (en) (Royaume-Uni)[réf. nécessaire]
- Membre d'honneur de l’American College of Gynaecology and Obstetrics (en) (États-Unis)[réf. nécessaire]

## Œuvres
- Le Danger de naître, avec Laurence Deshayes de Cambronne, Plon, Paris, 1978
- Aux débuts de la vie, ouvrage collectif, La Découverte, Paris, 1990
- Aspects éthiques de la reproduction humaine, ouvrage collectif, John Libbey Eurotext, Paris, 1995
- (en) Ethical dilemmas in assisted reproduction, ouvrage collectif, Parthenon, Londres, 1997
- Alice au pays des clones, Stock, Paris, 1999
- (en) Ethical problems in Obstetrics and Gynaecology, Baillière Tindall, Londres, 2000
- (en) Ethical dilemmas in Reproduction, ouvrage collectif, Parthenon, Londres, 2002
- Fallait-il tuer l'enfant Foucault ?, Stock, Paris, 2003
- Son nom est personne, Albin Michel, Paris, 2005
- L'Erreur médicale, PUF, Paris, 2006